# Talang, Indonesien
Talang är en vulkan (2 597 m) på ön Sumatra i provinsen Sumatera Barat, Indonesien. 